# La Forteresse (roman)
Pour les articles homonymes, voir La Forteresse.
La Forteresse (en bosnien Tvrđava) est un roman de Meša Selimović, publié pour la première fois en 1970. L'histoire se déroule au XVIIe siècle, en Bosnie de l'Empire ottoman.

## Résumé
Au retour des sanglants champs de bataille de la guerre contre les Russes, Ahmed Chabo retrouve les siens dans sa ville natale de Sarajevo. Sous la domination turque, le peuple musulman de Bosnie musulmane en subit le joug. Chacun est contraint, pour obtenir travail ou honneurs, de solliciter de façon humiliante les autorités et de se taire. Ahmed refuse de se soumettre. 
Un temps, le riche et influent Chéhaga et Osman, son homme de confiance cynique et séduisant, sont les protecteurs d'Ahmed. Ils l'aident en outre à préparer l'évasion de l'étudiant Ramiz, détenu dans la forteresse de la ville. Mais, après ce coup d'éclat, Ahmed est pourchassé sans pitié par Avdaga, un policier aussi intègre que perspicace et obstiné. Dès lors, Ahmed ne peut compter que sur lui-même pour survivre.

## Présence culturelle
Une citation explicite du roman est faite dans le film de Danis Tanovic, L'Enfer.